# Hideki Katsura
Hideki Katsura (桂 秀樹 Katsura Hideki?), född 6 mars 1970 i Tokushima prefektur, är en japansk före detta fotbollsspelare.
Katsura började sin karriär 1992 i Yokohama Flügels. Med Yokohama Flügels vann han japanska cupen 1993. 1997 flyttade han till Kawasaki Frontale. Efter Kawasaki Frontale spelade han för Sagawa Express Tokyo. Han avslutade karriären 2003.